# Мужская сборная Вьетнама по баскетболу 3×3
Мужская сборная Вьетнама по баскетболу 3×3 представляет Вьетнам на международных соревнованиях по баскетболу 3×3. Управляющим органом является Баскетбольная ассоциация Вьетнама (вьет. Giải Bóng rổ Chuyên nghiệp Việt Nam).
По состоянию на 28 августа 2024, мужская сборная Вьетнама по баскетболу 3×3 занимает 99-е место в мировом рейтинге ФИБА мужских сборных по баскетболу 3×3.

## Результаты выступлений
| Турнир         | Золото | Серебро | Бронза | Всего |
| -------------- | ------ | ------- | ------ | ----- |
| Азиатские игры | —      | —       | —      | —     |
| Итого          | —      | —       | —      | —     |

### Азиатские игры
| Год           | Место | Игры | Победы | Поражения | Состав команды                                                                      |
| ------------- | ----- | ---- | ------ | --------- | ----------------------------------------------------------------------------------- |
| Джакарта 2018 | 4     | 7    | 4      | 3         | Guntapong Korsah-dick, Chanatip Jakrawan, Chatpol Chungyampin, Nithipol Sawathavorn |

### Южноазиатские игры
| Год   | Место | И  | В  | П |
| ----- | ----- | -- | -- | - |
| 2019  | 3     | 8  | 6  | 2 |
| 2022  | 2     | 9  | 7  | 2 |
| 2023  | 4     | 5  | 2  | 3 |
| Всего |       | 22 | 14 | 7 |